# وحید عسگری
وحید عسگری (زاده ۲۰ مارس ۱۹۸۵) یک بازیکن فوتبال اهل ایران است.